# Gloggnitz (zámek)

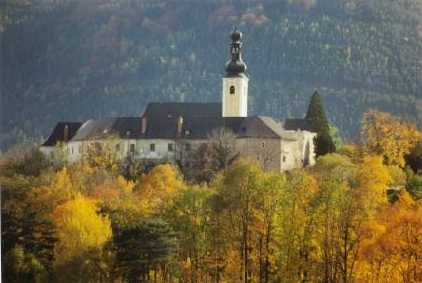
Zámek Gloggnitz

Zámek Gloggnitz, dřívější benediktinský klášter stojí ve stejnojmenném městě v okrese Neunkirchen v jižní části rakouské spolkové země Dolní Rakousy. Zámek je nejlépe dosažitelný ze „Semmerinské rychlostní silnice S6“ přes vjezd na Gloggnitz.

## Historie
Roku 1094 byl benediktinský klášter Vornbach povýšen na opatství. Na východě darované oblasti v prostoru Neunkirchen-Pitten-Gloggnitz benediktini založili ve Vornbacheru filiální klášter.
Po stavbě farního kostela Ježíše Krista krále, blízko středu města, ztratil starý klášterní kostel na významu. Historické výstavy v zámku, komorní koncerty v kostele a svatby mladých dvojic, kteří přicházejí před oltář jako jejich rodiče i prarodiče, slíbit své "ano", přinášejí nový život do kostela Panny Marie. Chodí sem ale mnozí, kteří pod barokní nádherou objevují ducha gotiky.

## Popis
Odsvěcená stavba, dnes označená jako zámek, je třípodlažní barokní stavba, na severní straně má charakter hradní. Dvě stavby věží z pozdní gotiky, zajímavé zvláště křížovými klenbami, polygonální nádvoří (kdysi hřbitov), v jehož středu dnes stojí kostel. U druhé brány uzavírá prostor 1,5 metru vysoká středověká (15., 16. století) ohradní zeď. Raně gotická (14. století) opatská kaple svatého Michaela se dvěma vchody. V její spodní části je bývalá kostnice (ossarium). V krátkém západním křídle je schodiště do bytových prostor, pravděpodobně dříve k pokojům pro hosty a v empoře opatské kaple.
Protáhlá západní část (70 m) s částmi staveb od roku 1588 do 1735 bývala dříve prelaturou, zahrnovala byt opata, probošta, refektář (se štukovým stropem) a někdy parní lázeň pro probošta a konvent. Přístup k prelátovi vede kolem pěkně umělecky kované mříže, v horní části zdobený strop s velkými freskami (kolem 1730), Apotheose zbožného svatého Benedikta (483-543).
Severovýchodní křídlo (dům konventu), rovněž 70 m dlouhé, pochází z doby renesance, obsahovalo v dolní části kuchyně se zásobárnou a příruční sklep (velký sklep se nachází na statku). V horní části, přes tříramenné kamenné schodiště je obytný prostor pro mnichy (cely) a farní úřad. Ve dvoře jsou téměř všude arkády v přízemí a patře slepé arkády. Probošt Franz Langpartner dal mezi lety 1730 a 1741 klášter barokizovat.

### Klášterní kostel
Uprostřed nádvoří stojí barokní klášterní kostel, zasvěcený Panně Marii Sněžné a svatému Michaelovi s gotickým jádrem. V dokladech z roku 1485 je jmenován také Proboštský kostel svatého Gotharda (960–1038) v Gloggnitzu. V nejstarší části je ženská kaple (patrně původní cela) z 11. století) s lomenými obloukovými pásy z roku 1260, dříve byl samostatný a teprve asi 1760 byl spojený s kostelem. Je rovněž gotický. Největší přestavbu přečkal kostel za probošta Perfallera a Wenckha. Roku 1692 byl kostel barokizován, z té doby pochází také udržovaná 36 metrů vysoká věž s cibulí] nahoře. První velký zvon (635 kg), roku 1724 byl osazen druhý zvon (1330 kg). Sakristii a oratoř nechal postavit v roce 1730 probošt Langpartner.

### Oltáře
Oltářní obraz kostela zobrazuje Marii a Ježíše korunování svatým Oswaldem s havranem. Mezi stočenými sloupy se nachází socha svatého Gotharda a Benedikta, Po stranách oltáře jsou sochy svatého Wolfganga a Anděla strážného.
Pravý boční oltář v lodi zobrazuje v oltářním obrazu svatého Benedikta s pánví jedu a s hadem. V malém výřezu je zobrazeno umírání vestoje zakladatele řádu, mimo oltář svatého Bernharda a Benedikta.
Na levém bočním oltáři je zobrazena Madona v ochranném plášti.
Na levé oltářní straně se nachází svatý Leonhard s oslem.

### Kaple Pany Marie
Na jižní straně kostela se nachází ženská kaple od Angelus Rumplera, nazývaná také opatskou kaplí.
Oltář Panny Marie je z období baroka. Nemá žádný oltářní list. Uprostřed byla gotická dřevěná socha Panny Marie s dítětem, která v šedesátých letech padla za oběť kostelním zlodějům.

### Kaple svatého Michaela
Mezi vyšší hradební zdí kláštera a dřívějším refektářem se nachází kaple svatého Michaela, raně gotická stavba, prokazatelně z roku 1322, která se v barokní době jen málo změnila. V suterénu se nachází kostnice.
Vnější freska je svatý Christophorus, i když je velmi poškozena, ještě existuje.

## Zámek dnes
Od roku 1977 byl zámecký kostel, kaple svatého Michaela a celý zámecký komplex s podporou dřívějšího ministerstva výstavby, ministerstva vědy, spolkového kancléřství, země dolnorakouské a mnoha privátních dárců opravený resp. revitalizován. Také obec se finančně podílela se zaměstnanci městského stavebního dvora, kteří odpracovali tisíce hodin. Roku 1988 byla kaple svatého Michaela opět vysvěcena. V roce 1991 byla otevřena restaurace "Café-Restaurant" a 1992 uskutečnila se na zámku dolnorakouská výstava s tématem "Dobytí krajiny".
V návaznosti na dolnorakouskou zemskou výstavu se v roce 1992 uskutečnil projekt "Svatby a oslavy na zámku". Nová organizace využití místností a prostranství upravena pro nejrůznější aktivity (koncerty, výstavy a festivaly atd.). Například se zde každoročně o svatodušním týdnu koná „Ö3-Disco“ nebo veselice dobrovolných hasičů Eichberg v zámeckém parku.

### Zámecká restaurace
Na konci týdne a ve svátky a v hlavní turistické sezóně je restaurace otevřena.